# Kaifuku Jutsushi no Yarinaoshi
O Protagonista Keyaru, que é abusado repetidamente vezes por outros devido a ser um mago de cura, percebe o que está além de sua magia de suporte, e está convencido de que um mago de cura é a classe mais forte do mundo. No entanto, no momento em que ele percebe seu próprio potencial, ele já está privado de tudo. Assim, ele usa sua magia de cura no próprio mundo para voltar quatro anos no passado, decidindo refazer tudo e se vingar de quem o explorou.

## Personagens
Keyaru (ケヤル) / Keyarga (ケヤルガ, Keyaruga)
Dublado por: Yūya Hozumi
O personagem principal, sua classe é o herói de cura. No início da história, ele era tratado como um escravo, não tinha armas porque era um Healer, foi drogado e usado como cachorro para a violência. O mesmo consegue retroceder no tempo com a Pedra Filosofal e jura vingança pelas circunstâncias que recebeu. Criado em uma grande aldeia, ele administra sua própria plantação de maçãs desde que perdeu seus pais quando criança. Originalmente, ele era um garoto simples com uma personalidade pura e gentil, mas quando ele estava no mundo de sua primeira vida, ele foi tratado tão mal que odiava o ego feio dos seres humanos. Ao voltar no tempo imediatamente perdeu a memória, mas depois de uma ligeira lembrança que permaneceu,ele lembrou de seu proposito.
Flare (フレア, Furea) / Freya (フレイア, Fureia)
Dublado por: Ayano Shibuya
Ela é a primeira princesa do Reino Gioral. Sua classe de herói é maga. Ele tem longos cabelos rosa e seus olhos são verdes. Ela é uma linda garota cheia de carisma que mostra um sorriso doce por fora, mas na verdade é uma sádica que por dentro. Com o poder que possui, ele pode dominar a magia de ataque de quatro atributos e sua magia que ultrapassa a magia de quinta categoria, que é considerada o limite dos humanos. Abandonando Keyaru imediatamente quando ele caiu em agonia devido seu poder de cura, ela ordenou que as pessoas ao seu redor o tornassem escravos apenas para usar sua "Recuperação", além de atacá-lo violentamente.
Setsuna (セツナ)
Dublado por: Shizuka Ishigami
Setsuna é uma semi-humana com pêlo branco, orelhas longas e cauda. Depois que ela e outros membros de sua tribo foram tomados como escravos e sofreram maus tratos, ela desenvolveu um forte ódio pelos humanos e sente prazer em matar os cavaleiros do Reino Gioral. Apesar disso, ela não deseja estender sua vingança a pessoas inocentes. É encontrada pela primeira vez por Keyarga sob a custódia de um traficante de escravos. A expressão de ressentimento dela é notada por ele, e ele promete a Setsuna que irá ajudá-la em sua vingança antes de levá-la de volta para uma pousada. Ela tenta sair à força por obrigação de ajudar sua tribo, mas Keyarga, que viu suas memórias enquanto ela dormia, a lembra de sua impotência atual. Isso convence Setsuna a se tornar escrava de Keyarga.
Eve (イヴ, Ivu)
Dublado por: Natsumi Takamori
Ela é um demônio com asas negras. Ela apareceu como o Rei Demônio na primeira vida de Keyaru, mas é uma candidato a Rei Demônio em sua segunda vida. Para resgatar os Black Wings que estão sendo perseguidos pelo atual Demon King, ela conhece Keyarga e outros enquanto viaja para se tornar o Demon King. No início, ela não havia aprendido técnicas de luta, então ela tinha muitas qualidades em seu corpo para descobrir, mas sob a orientação de Keyarga e dos outros, ela desenvolveu seu talento e passou nos testes do deus pássaro Caladrius.
Norn (ノルン, Norun)
Dublado por: Minami Tsuda
Norn Clatalissa Gioral, agora conhecida como Ellen, é a segunda princesa do reino Gioral e a irmã mais nova de Freya. Possui uma inteligência além do bom senso, mas é fria e calculista, além de ser uma das pessoas mais sádicas do Reino Gioral, o que deixa seus companheiros nervosos. Como uma guerreira do Exército do Reino Gioral, ela está sempre pensando em maneiras de ganhar razoavelmente, já que ela estava encarregada de supervisionar a captura de várias cidades demoníacas para o Reino Gioral, mas sua política é implacável, tratando todos, incluindo ela mesma, como pedaços, independentemente das emoções de seus aliados. Enquanto se sentia inferior a Flare, que tem o poder de uma heroína, ela trabalhou duro para que ela a reconhecesse e ganhou um cérebro com o qual poderia ser chamada de deusa da guerra.

## Midia
Em 23 de janeiro de 2021, o autor Rui Tsukiyo tuitou em inglês, alegando que uma editora estrangeira se recusou a publicar os light novel em inglês. Ele disse que a situação pode mudar se as editoras estrangeiras receberem solicitações suficientes. Ele também encorajou os fãs a olharem para a versão em inglês de sua outra série de light novel, O melhor assassino do mundo é reencarnado em outro mundo como um aristocrata , licenciada pela Yen Press.

## Mangá
Um mangá spin-off ilustrado por Ken Nagao, intitulado Kaifuku Jutsushi no Omotenashi (Hospitality of Healer), começou a ser lançado no site Young Ace Up de Kadokawa em 18 de janeiro de 2021.

## Anime
Uma adaptação da série em anime para televisão foi anunciada por Kadokawa em 21 de novembro de 2019. A série é animada pela TNK e dirigida por Takuya Asaoka, com Kazuyuki Fudeyasu cuidando da composição da série e Junji Goto desenhando os personagens.  A série estreou em 13 de janeiro de 2021 em Tokyo MX , KBS , AT-X , SUN e BS11.  O tema de abertura é "Sonhos Cruel e Sono" (残酷 な 夢 と 眠 れ, "Zankoku na Yume to Nemure" ) interpretado por Minami Kuribayashi enquanto o tema de encerramento é "Se você puder mudar o mundo em um sonho" (夢 で 世界 を 変 え る な ら, "Yume de Sekai o Kaeru Nara" ) realizado pelo ARCANA PROJECT. 
Existem três versões diferentes do anime: uma versão de transmissão censurada, uma versão "Redo" exclusiva para streaming e uma versão "Totalmente limpa" sem censura. Todas as emissoras que exibem o anime veiculam a versão transmitida. Além de transmitir a versão transmitida às 23h30 JST , a AT-X vai ao ar a versão "Versão completa" na mesma manhã às 4h00 JST.  Sentai Filmworks licenciou o anime fora da Ásia.  A editora alemã Animoon anunciou que licenciou a série de anime para as regiões de língua alemã e programou o lançamento da série em DVD e Blu-ray no final de 2021.  Bilibili está transmitindo a série no Sudeste Asiático. A conta do Twitter inseriu um aviso de conteúdo para o anime.
Inicialmente foi anunciado que Kaifuku Jutsushi no Omotenashi teria um lançamento simultâneo com legendas em alemão, mas em 14 de janeiro de 2021, um dia após a exibição do primeiro episódio, a editora Animoon anunciou que o simulcast seria adiado por alguns dias. Cinco dias após o anúncio da Animoon, a transmissão simultânea foi cancelada devido à recusa dos serviços de streaming de transmitir a série devido aos seus temas polêmicos.

## Recepção
A série de light novel teve mais de 800.000 cópias impressas.
No Winter 2021 Preview Guide da Anime News Network , a série foi criticada pela maioria dos críticos por "estupro por vingança" recorrente, um aspecto do light novel que ganhou polêmica antes da estreia do anime na TV. Os revisores também criticaram a série por ter um cenário inspirado em um jogo de RPG de fantasia "genérico" semelhante a outras séries isekai populares e por justificativas "inventadas" na história para seu enredo de vingança.